# Genki Yamada
Genki Yamada (japanisch 山田 元気 Yamada Genki; * 16. Dezember 1994 in Nakatsugawa) ist ein japanischer Fußballspieler.

## Karriere
Yamada erlernte das Fußballspielen in der Jugendmannschaft vom Kyōto Sanga. Hier unterschrieb er 2013 auch seinen ersten Profivertrag. Der Verein aus Kyōto spielte in der zweithöchsten Liga des Landes, der J2 League. Für den Verein absolvierte er 15 Ligaspiele. 2017 wechselte er zwei Jahre auf Leihbasis zum Ligakonkurrenten Renofa Yamaguchi FC. Bei dem Verein aus Yamaguchi stand er 21-mal zwischen den Pfosten. Nach der Ausleihe wurde er von Renofa am 1. Februar 2019 fest unter Vertrag genommen. Hier unterschrieb er einen Dreijahresvertrag. Die Saison 2022 wechselte er im Januar 2022 auf Leihbasis nach Toyama zum Drittligisten Kataller Toyama. Für den Klub bestritt er 26 Drittligaspiele. Nach Vertragsende bei Renofa verpflichtete ihn am 1. Februar 2023 der Zweitligist Blaublitz Akita.